# Videocon
Videocon Industries Ltd. (in devanagari: वीडियोकॉन इंडस्ट्रीज लिमिटेड) è un'azienda multinazionale indiana con sede a Mumbai, che opera nei settori dell'elettronica di consumo, degli elettrodomestici, dell'energia, degli idrocarburi e delle telecomunicazioni.

## Storia
Fondata il 4 settembre 1986 a Mumbai, con la denominazione sociale Adhigam Trading Private Ltd. su iniziativa di Venugopal Dhoot, iniziò con la commercializzazione dei tubi di carta. L'anno seguente, nel 1987, l'impresa fece ingresso nel business dei televisori e delle lavatrici. Nel 1988, ampliò il settore di interesse all'home entertainment, ai motori elettrici e ai condizionatori d'aria.
Il 14 febbraio 1991, la Adhigam divenne Videocon Leasing & Industrial Finance Ltd., ed entrò nel commercio dei frigoriferi e dei refrigeratori, e cinque anni più tardi, nel 1996, nel settore petrolifero. Videocon avviò successivamente la sua trasformazione da azienda commerciale e finanziaria, ad azienda industriale, con l'acquisto della fabbrica indiana di televisori della Philips nel 2000.
Il 31 marzo 2004, avvenne la fusione tra la Videocon Leasing & Industrial Finance Ltd. e la compagnia petrolifera Petrocon India Ltd., che portò alla nascita di un nuovo grande gruppo che prese la denominazione Videocon Industries Ltd.. Il nuovo Gruppo nato da questa fusione, divenne membro del consorzio che gestiva i giacimenti di petrolio e gas di Ravva.  Nel 2005, Videocon rilevò tre stabilimenti Electrolux in India, ed espanse la propria presenza al di fuori dei confini nazionali con l'acquisto della divisione elettronica di consumo della francese Thomson, ed a seguito di quest'ultima acquisizione diviene il quarto produttore mondiale di tubi catodici CRT. Nello stesso anno, acquisì il controllo totale della Hyundai Electronics India Ltd, filiale indiana della divisione elettronica di consumo della sudcoreana Hyundai, di cui già deteneva il 70% di partecipazione. Due anni più tardi, nel 2007, Videocon entrò nel settore delle telecomunicazioni a seguito di un accordo di collaborazione stretto con la statunitense Verizon Communications nell'ambito dello sviluppo delle comunicazioni a lunga distanza in India, e acquisì il controllo della catena di negozi di musica Planet M.
Videocon proseguì la sua espansione internazionale, e lo fece nel settore energetico e petrolifero, attraverso la creazione di una joint-venture in Brasile, la IBV Brasil Petróleo Limitada, con la olandese BPRL Ventures BV, e l'acquisto della partecipazione di una quota del 10% nell'Area 4 ubicata nel bacino offshore di Rovuma, in Mozambico, avvenute nel 2008. Negli anni successivi però, il Gruppo indiano comincia ad accusare i primi segnali di crisi: nel 2012, la Corte suprema dell'India gli revoca 156 concesse dai vari operatori telefonici, perdendo così una significativa fonte di reddito. Nell'anno medesimo, il governo brasiliano non gli concede la licenza per poter operare nel paese sudamericano con la sua joint-venture.
La situazione di crisi si aggrava ulteriormente, e tra il 2012 e il 2017, il Gruppo subisce il crollo delle sue azioni quotate in borsa del 96%. Nel 2016, cessò la produzione dei televisori a tubo catodico poiché il primo ministro indiano Narendra Modi ha bloccato la fornitura dei componenti. Nel 2018, Videocon ha accumulato un debito di 39 miliardi di rupie (579 milioni di dollari), ed essendo in stato di insolvenza, chiede ed ottiene l'ammissione alla procedura di concordato dal Tribunale Fallimentare Nazionale.

## Informazioni e dati
Videocon Industries Ltd. è un'azienda multinazionale con sede a Mumbai, che opera nei settori dell'elettronica di consumo, degli elettrodomestici, dell'energia, degli idrocarburi e delle telecomunicazioni.
Il suo core business è rappresentato dalla produzione e commercializzazione di apparecchi di elettronica di consumo e degli elettrodomestici, ed opera attraverso 17 stabilimenti di produzione in India, e tre all'estero (Cina, Messico e Polonia). Oltre che con il proprio marchio, in India è stata presente fino al 2018 con i marchi Akai, Kenstar, Philips, Sansui e Toshiba nell'elettronica di consumo, ed Electrolux negli elettrodomestici.
Nel 2018, il Gruppo ha realizzato un fatturato di 52,6 miliardi di rupie (pari a 720, 7 milioni di dollari e a 600 milioni di euro), un utile netto di 28,3 miliardi di rupie (pari a 387,7 milioni di dollari e a 322,8 milioni di euro), ed impiegava 2.600 dipendenti. Controlla 22 società, di cui 3 hanno sede nelle Isole Cayman ed una nelle Isole Vergini Britanniche, e conta filiali in Australia, Cina, Indonesia Mauritius e Oman.